# William Lamb, 2.º Visconde Melbourne
William Lamb, 2º Visconde Melbourne PC FRS (Londres, 15 de março de 1779 — Hertfordshire, 24 de novembro de 1848) foi um político whig britânico, primeiro-ministro do Reino Unido (1834 e 1835-1841) e mentor da rainha Vitória.
Nasceu em uma família aristocrática, partidária do partido whig. Foi educado em Eton e no Trinity College, Cambridge. Entrou em contato com um grupo de radicais românticos entre os que se encontravam Percy Bysshe Shelley e Lord Byron.
Em 1805, sucedeu a seu irmão mais velho como herdeiro ao título de seu pai e casou-se com Caroline Ponsonby. No ano seguinte elegeu-se para a Câmara dos Comuns como deputado por Leominster.